# حملة بورما 1944-1945
جرت أحداث حملة بورما في مسرح حرب جنوب شرق آسيا في الحرب العالمية الثانية بشكل أساسي بين الكومنولث البريطاني وقوات الولايات المتحدة والصين ضد قوات الإمبراطورية اليابانية، ساعدت تايلاند والجيش الوطني البورمي والجيش الوطني الهندي اليابان إلى حد ما. تألفت قوات الكومنولث البرية البريطانية بشكل أساسي من المملكة المتحدة والهند البريطانية وإفريقيا.
كانت حملة بورما أطول حملة تقريبًا في الحرب. يعود جزء من السبب للأمطار الموسمية التي جعلت الحملات الفعالة ممكنة فقط لنصف عام، خلال موسم الحملات لعام 1942، غزا اليابانيون بورما، وطردوا القوات البريطانية والهندية والصينية من البلاد، وأجبروا الإدارة البريطانية على الفرار إلى الهند. بعد تسجيل بعض النجاحات الدفاعية خلال عام 1943، حاولوا بعد ذلك وقف هجمات الحلفاء في عام 1944 عن طريق شن غزو للهند (عملية يو جو) التي فشلت مع خسائر كارثية.
خلال موسم الحملات التالي الذي بدأ في ديسمبر 1944، شن الحلفاء العديد من الهجمات على بورما. تقدمت القوات الأمريكية والصينية من أقصى شمال بورما مرتبطة بجيوش الجمهورية الصينية التي تقدمت إلى يونان، مما سمح للحلفاء بإكمال طريق بورما في الأشهر الأخيرة من الحرب. في مقاطعة أراكان الساحلية، أمَّنت عمليات الهبوط التي قامت بها الحلفاء الجزر البرية الحيوية وألحقت بالعدو خسائر فادحة، على الرغم من محافظة اليابانيين على بعض المواقع حتى نهاية الحملة. في وسط بورما، عبر الحلفاء نهر إيراوادي وهزموا الجيوش اليابانية الرئيسية في مسرح الحرب. تلا ذلك تقدمهم إلى رانجون، العاصمة والميناء الرئيسي. أخرهم الحراس اليابانيون حتى حلول الأمطار الموسمية، لكن هجومًا جويًا وبرمائيًا من الحلفاء أمّن المدينة التي هجرها اليابانيون.
في عملية أخيرة قبل نهاية الحرب مباشرة، حاولت القوات اليابانية التي كانت معزولة في جنوب بورما الهرب عبر نهر سيتانج، مما تسبب في خسائر فادحة.

## خلفية

### خطط الحلفاء
مع انتهاء هطول الأمطار الموسمية في أواخر عام 1944، استعد الحلفاء لشن هجمات واسعة النطاق على بورما التي تحتلها اليابان. كان مقر قيادة الحلفاء الرئيسي للبريطانيين والهنود والأمريكيين في مسرح الحرب هو قيادة جنوب شرق آسيا، ومقرها كاندي في سيلان بقيادة الأميرال لويس ماونتباتن. نظرت القيادة في ثلاث خطط رئيسية ترجع إلى يوليو 1944.
- الخطة X: بذلت قيادة منطقة القتال الشمالية بقيادة الولايات المتحدة الجهود الرئيسية في هذه الخطة، بدعم من الجيش البريطاني الرابع عشر. بدءًا من موجان وميتكيينا التي تم الاستيلاء عليها في منتصف عام 1944، ربطت قيادة منطقة القتال الشمالية بالجيش الوطني الثوري الصيني الذي هاجم من مقاطعة يونان تحت قيادة الجنرال وي ليهوانغ. كان الهدف إكمال طريق ليدو الذي يربط بين آسام في شمال شرق الهند ويوننان، مكملًا طريق الهومب الجوي الذي يُستخدم في تسليم المساعدات ومواد الحرب إلى الصين.
- الخطة Y: بذل الجيش الرابع عشر الجهد الرئيسي فيها، من خلال عبور نهر تشيندوين إلى وسط بورما، بهدف الاستيلاء على ماندالاي والربط مع قيادة منطقة القتال الشمالية ومدينة يونان الصينية حول مايمو، على بعد حوالي 20 ميلًا (32 كم) شرقًا من ماندالاي.
- الخطة Z: بموجب هذه الخطة، التي طُورت لاحقًا لتصبح «عملية دراكولا»، كان الجهد الرئيسي شن هجوم برمائي وجوي على رانجون، العاصمة وميناء بورما الرئيسي. يؤدي نجاح هذه العملية إلى عزل اليابانيين في بورما عن خطوط الاتصال الخاصة بهم وإجبارهم على إخلاء البلاد.

عندما دُرست هذه الخطط، تبين أن الموارد اللازمة للخطة Z (مركبات الهبوط، مجموعات حاملات الطائرات، إلخ) لن تتاح على الأرجح حتى تُحسم الحرب في أوروبا. ومع ذلك اقترح مونتباتن تجربة الخطط Y و Z في وقتٍ واحد ولكن اعتمدوا في النهاية على الخطة Y وسُميت عملية العاصمة. بموجب هذه الخطة، قام الجيش الرابع عشر (بدعم من مجموعة سلاح الجو الملكي البريطاني 224) بهجوم مركزي على وسط بورما، حيث توجد أفضلية في شبكة الطرق للتشكيلات المدرعة البريطانية والهندية. حققت كل من قيادة منطقة القتال الشمالية ويونان الصينية (بدعم من القوات الجوية الأمريكية العاشرة والرابعة عشر) تقدمًا فرعيًا إلى لاشيو، بينما استحوذ الفيلق الخامس عشر (بدعم من مجموعة سلاح الجو الملكي البريطاني 224) على مقاطعة أراكان الساحلية، لتأمين أو إنشاء مطارات يمكن استخدامها لتزويد الجيش الرابع عشر.

### الخطط اليابانية
بعد هزيمتهم في العام السابق، قام اليابانيون بتغييرات كبيرة في قيادتهم. أهمها كان تعيين الفريق هيوتارو كيمورا لقيادة جيش منطقة بورما، خلفًا للجنرال ماساكازو كاوابي. كان كيمورا خبيرًا لوجستيًا وشغل منصب نائب وزير الحرب سابقًا، وكان من المأمول أن يتمكن من استخدام الموارد الطبيعية والصناعية في بورما لجعل جيشه مكتفًيا ذاتيًا.
ومع ذلك، عثرت مجموعة جيش المشاة الجنوبي، التي كانت تسيطر بشكل عام على جميع القوات البرية اليابانية في جنوب آسيا ومعظم المحيط الهادئ بقيادة قائد المشاة هيسيتشي تيراوتشي، على 60.000 تعزيز لجيش كيمورا، مع معدات لثلاثة فرق مشاة و 500 شاحنة و 2000 حيوان حمولة لخطوط الاتصالات. خنقت الهجمات الجوية للحلفاء الاتصالات اليابانية عبر سكة حديد بورما وميناء رانجون ووصل فقط 30,000 من التعزيزات المقصودة إلى بورما. تحت ضغط الأحداث في المحيط الهادئ، سحب تيراوتشي بعض الوحدات من بورما خلال الحملة.
على الرغم من توقع الحلفاء أن يتقدم اليابانيون إلى الأمام قدر الإمكان، أدرك كيمورا في تشيندوين، أن معظم الوحدات اليابانية في بورما أضعفتها خسائر فادحة خلال العام السابق، وكانت تعاني من نقص المعدات. لتجنب القتال على ضرر مُحتم في تشيندوين أو في سهل شويبو بين تشيندوين ونهر إيراوادي حيث شكلت التضاريس بعض العقبات أمام الوحدات البريطانية والهندية المدرعة، انسحب الجيش الخامس عشر خلف إيراوادي، والتي كان يدافع عنها ضد الجيش البريطاني الرابع عشر (عملية بان). كان من المقرر أن يواصل الجيش الثامن والعشرون الدفاع عن أراكان ووادي إيراوادي السفلي (عملية كان)، بينما يحاول الجيش الثالث والثلاثون منع استكمال الطريق الجديد بين الهند والصين من خلال الدفاع عن مدينتي بهامو ولاشيو واستخدام غارات العصابات (عملية دان).

### بورما
كان هناك عامل آخر من المفترض أن يصبح مهمًا خلال الحملة، وهو تغيير موقف السكان البورميين. خلال الغزو الياباني لبورما في عام 1942، ساعد الكثير من سكان بامار الجيش الياباني بفعالية. على الرغم من إنشاء اليابانيين حكومة بورمية مستقلة اسميًا (ولاية بورما) في عهد با ماو، وجيشًا بورميًا وطنيًا تحت أونغ سان، ظلوا يسيطرون على البلاد بشكل فعال. كانت سيطرتهم الصارمة والحرمان في زمن الحرب السبب في انقلاب البورميين ضدهم.
سعى أونغ سان إلى تحالف مع ثاكين سوي، الذي قاد التمرد الشيوعي في جنوب أراكان، منذ عام 1943.
شكلوا منظمة مناهضة للفاشية وكانوا مصممين على الانقلاب على اليابانيين في مرحلة ما، لكن ثاكين سوي نصح أونغ سان بالعدول عن التمرد علنًا حتى تضع قوات الحلفاء موطئ قدم دائم لها في بورما. في أوائل عام 1945، سعى أونغ سان للحصول على مساعدة من منظمة الارتباط للحلفاء القوة 136، والتي كانت تساعد حركات المقاومة بين سكان كارين الأقلية. على الرغم من وجود بعض النقاش بين الحلفاء، قرر ماونت باتن في النهاية دعم أونغ سان. كان على القوة 136 التحريض على انشقاق جيش بورما الوطني بأكمله إلى جانب الحلفاء.
هناك قوة أخرى خاضعة إسميًا للسيطرة اليابانية وهي الجيش الوطني الهندي، وهي قوة تتكون من أسرى حرب سابقين ومتطوعين من الجاليات الهندية المغتربة في مالايا البريطانية وبورما. وكان قائدها الرئيسي سوبهاس تشاندرا بوس. خلال حملة عام 1945، قاتلت بعض وحدات الجيش الوطني الهندي بحزم ضد الحلفاء بينما هربت الوحدات الأخرى أو استسلمت بسهولة. عزل اليابانيون الكثير من الجيش الوطني الهندي من خلال حرمانهم من المعدات والإمدادات، أو باستخدامهم كعمال وناقلين وليس كقوات مقاتلة. تأثرت معنوياتهم أيضًا في بعض الوحدات بسبب انقلاب الأحداث ضد اليابانيين.

## معرض صور

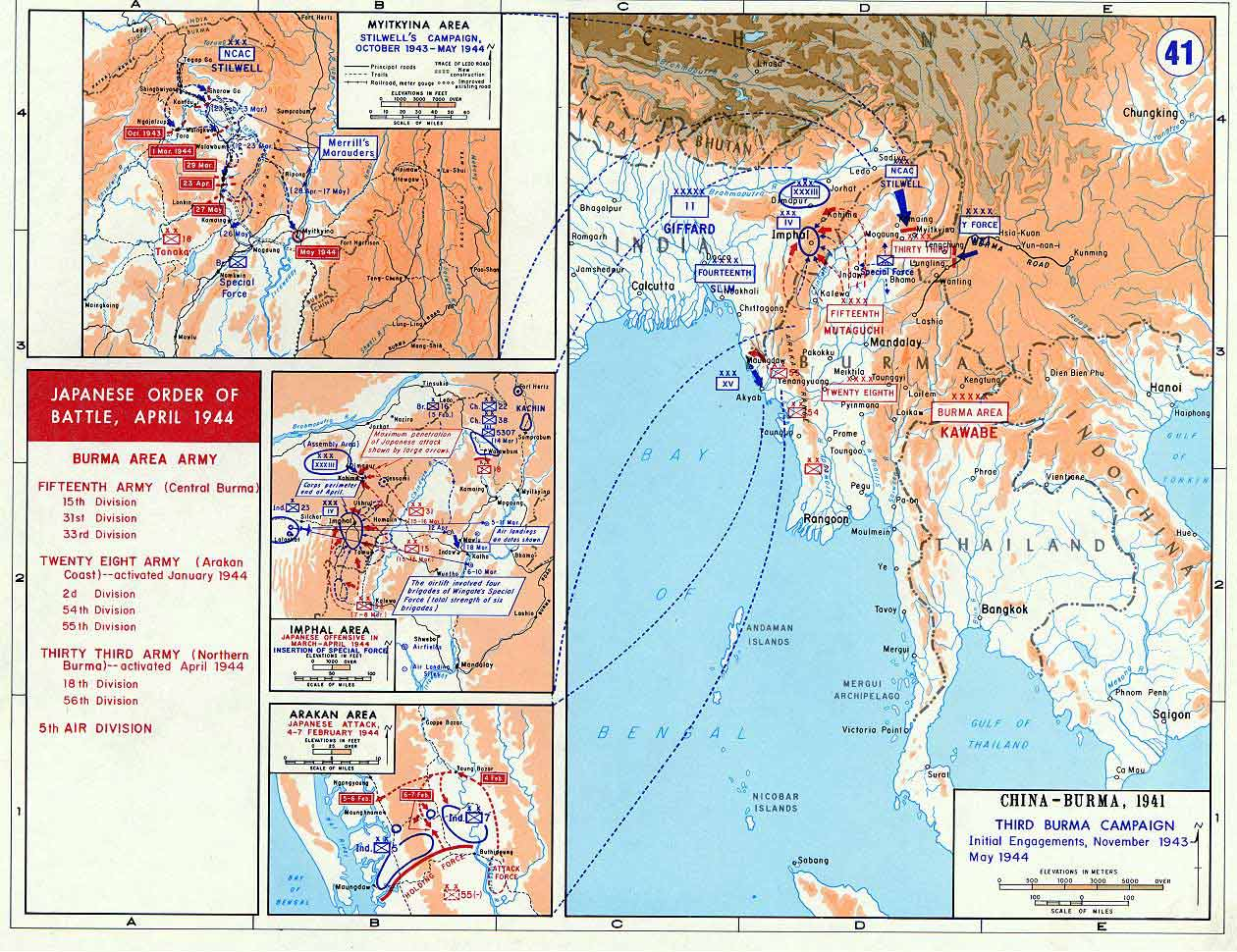
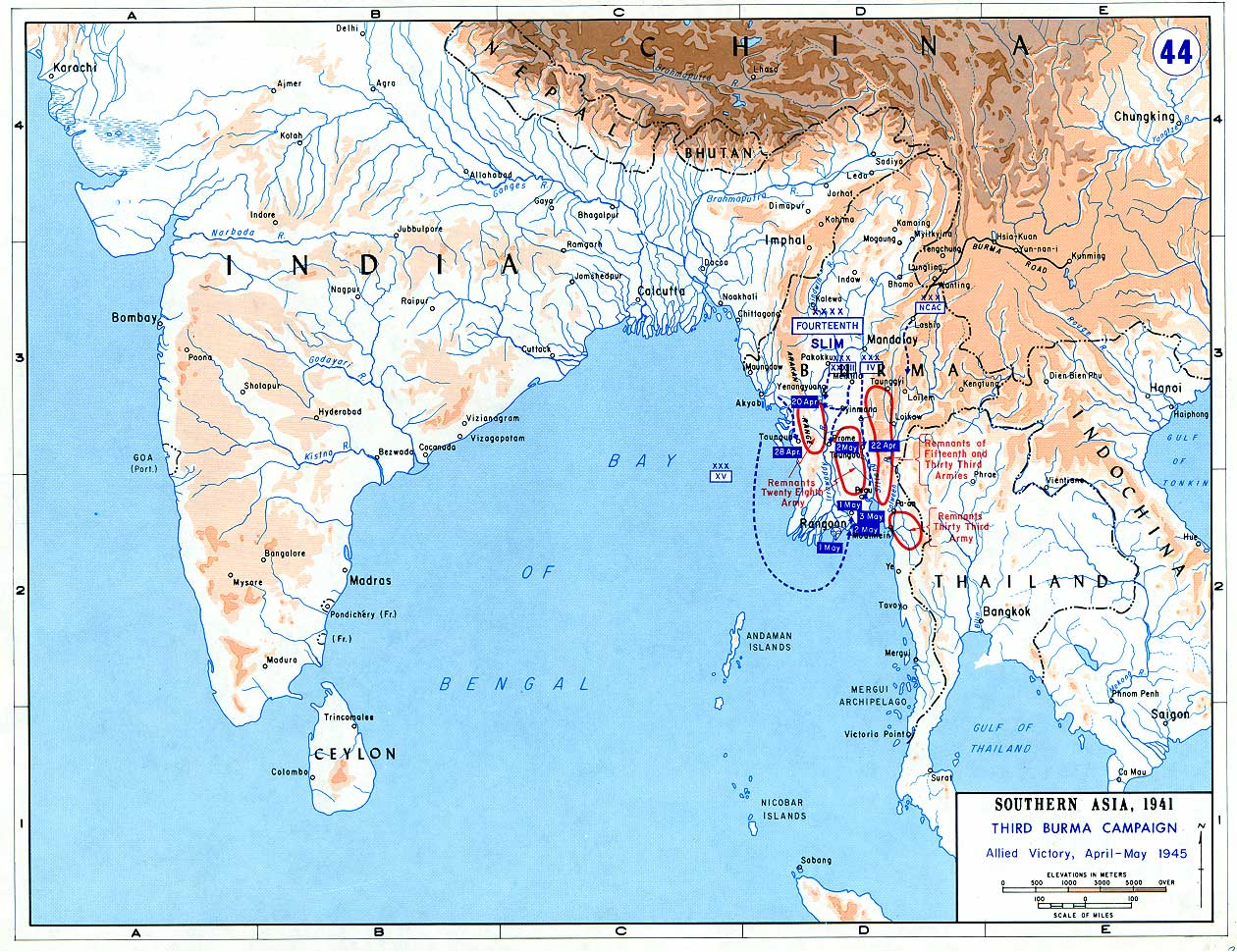
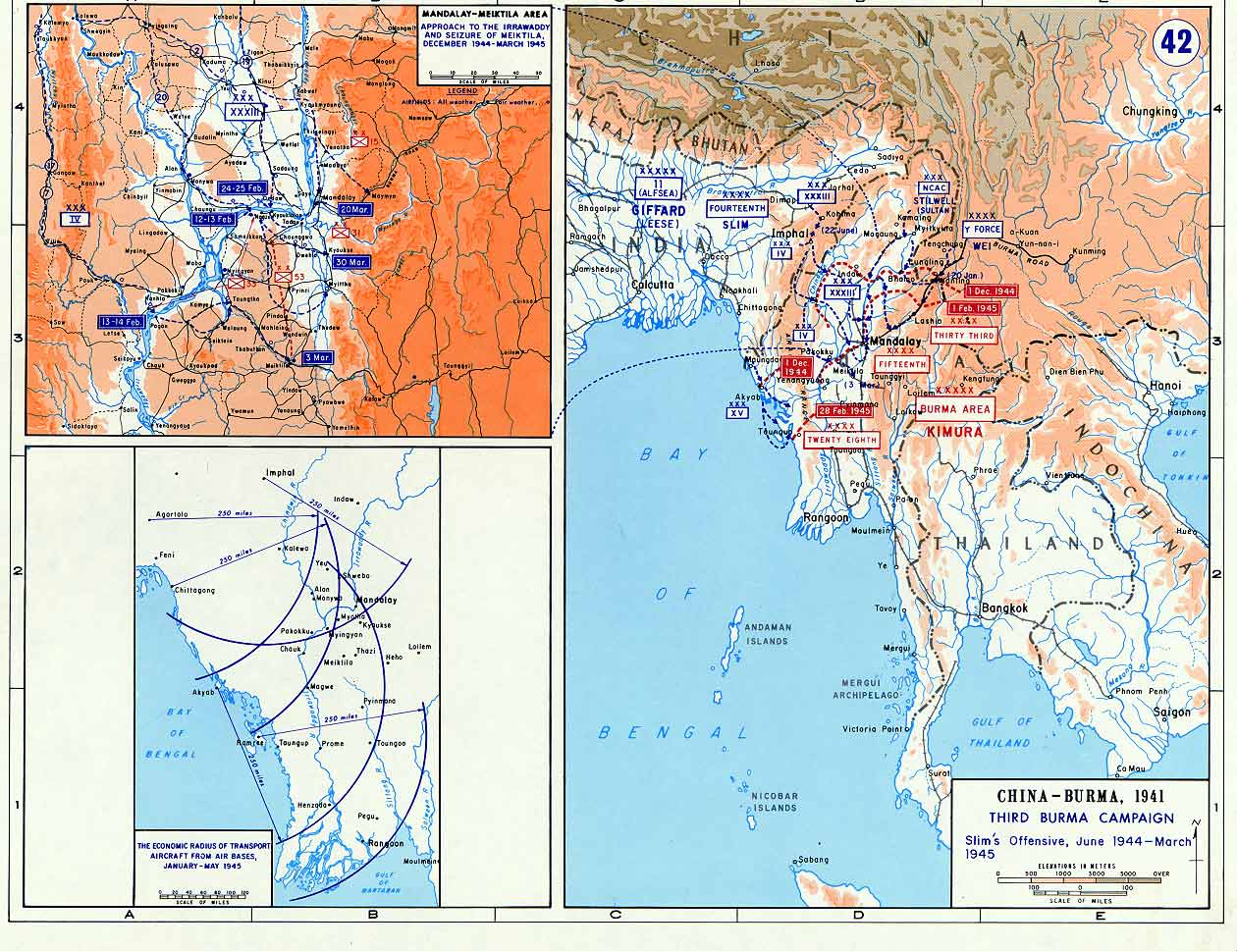